# Grand Prix Kanady 1976
Grand Prix Kanady 1976 (oryg. Labatt's Canadian Grand Prix) – 14. runda Mistrzostw Świata Formuły 1 w sezonie 1976, która odbyła się 3 października 1976, po raz siódmy na torze Mosport International Raceway.
15. Grand Prix Kanady, dziewiąte zaliczane do Mistrzostw Świata Formuły 1.

## Klasyfikacja
| Legenda oznaczeń w tabelach wyników Wyświetl szablon na nowej stronie | Legenda oznaczeń w tabelach wyników Wyświetl szablon na nowej stronie                                                                     |
| Oznaczenie                                                            | Wyjaśnienie |
| --------------------------------------------------------------------- | --- |
| Złoty                                                                 | Zwycięzca lub mistrzostwo |
| Srebrny                                                               | 2. miejsce lub wicemistrzostwo |
| Brązowy                                                               | 3. miejsce lub II wicemistrzostwo |
| Zielony                                                               | Ukończył, punktował (w klasyfikacji generalnej, gdy zdobył co najmniej jeden punkt na przestrzeni sezonu, poza trzema powyższymi opcjami) |
| Niebieski                                                             | Ukończył, nie punktował (w klasyfikacji generalnej, gdy nie zdobył co najmniej jednego punktu na przestrzeni sezonu)                      |
| Czerwony                                                              | Nie zakwalifikował się (NZ) |
| Czerwony                                                              | Nie prekwalifikował się (NPK) |
| Różowy                                                                | Nie ukończył (NU) |
| Różowy                                                                | Niesklasyfikowany (NS) (w klasyfikacji generalnej, gdy nie został sklasyfikowany w żadnym wyścigu sezonu)                                 |
| Czarny                                                                | Zdyskwalifikowany (DK) |
| Czarny                                                                | Wykluczony (WYK/EX) |
| Biały                                                                 | Nie wystartował (NW) |
| Biały                                                                 | Kontuzjowany (K/INJ) |
| Biały                                                                 | Wyścig odwołany (OD/C) |
| Bez koloru                                                            | Został wycofany (WYC/WD) |
| Bez koloru                                                            | Nie przybył (NP/DNA) |
| Bez koloru                                                            | Nie brał udziału w treningach (NT/DNP) |
| Bez koloru                                                            | Nie został zgłoszony (–) |
| Pogrubienie                                                           | Start z pole position |
| Kursywa                                                               | Najszybsze okrążenie wyścigu |
| †                                                                     | Nie ukończył, ale jego rezultat został zaliczony ze względu na przejechanie więcej niż 90% dystansu wyścigu.                              |
| *                                                                     | Sezon w trakcie |
| 1/2/3                                                                 | Punktowana pozycja w sprincie kwalifikacyjnym                                                                                             |
| Lista systemów punktacji Formuły 1                                    | |

| Pos | No | Kierowca           | Konstruktor        | Okrążeń | Czas/powód NU   | Poz. Start. | Punktów |
| --- | -- | ------------------ | ------------------ | ------- | --------------- | ----------- | ------- |
| 1   | 11 | James Hunt         | McLaren-Ford       | 80      | 1:40:09.626     | 1           | 9       |
| 2   | 4  | Patrick Depailler  | Tyrrell-Ford       | 80      | + 6.331         | 4           | 6       |
| 3   | 5  | Mario Andretti     | Lotus-Ford         | 80      | + 10.366        | 5           | 4       |
| 4   | 3  | Jody Scheckter     | Tyrrell-Ford       | 80      | + 19.745        | 7           | 3       |
| 5   | 12 | Jochen Mass        | McLaren-Ford       | 80      | + 41.811        | 11          | 2       |
| 6   | 2  | Clay Regazzoni     | Ferrari            | 80      | + 46.256        | 12          | 1       |
| 7   | 8  | Carlos Pace        | Brabham-Alfa Romeo | 80      | + 46.472        | 10          |         |
| 8   | 1  | Niki Lauda         | Ferrari            | 80      | + 1:12.957      | 6           |         |
| 9   | 10 | Ronnie Peterson    | March-Ford         | 79      | + 1 okrążenie   | 2           |         |
| 10  | 28 | John Watson        | Penske-Ford        | 79      | + 1 okrążenie   | 14          |         |
| 11  | 16 | Tom Pryce          | Shadow-Ford        | 79      | + 1 okrążenie   | 13          |         |
| 12  | 6  | Gunnar Nilsson     | Lotus-Ford         | 79      | + 1 okrążenie   | 15          |         |
| 13  | 22 | Jacky Ickx         | Ensign-Ford        | 79      | + 1 okrążenie   | 16          |         |
| 14  | 9  | Vittorio Brambilla | March-Ford         | 79      | + 1 okrążenie   | 3           |         |
| 15  | 18 | Brett Lunger       | Surtees-Ford       | 78      | + 2 okrążenia   | 22          |         |
| 16  | 19 | Alan Jones         | Surtees-Ford       | 78      | + 2 okrążenia   | 20          |         |
| 17  | 7  | Larry Perkins      | Brabham-Alfa Romeo | 78      | + 2 okrążenia   | 19          |         |
| 18  | 17 | Jean-Pierre Jarier | Shadow-Ford        | 77      | + 3 okrążenia   | 18          |         |
| 19  | 38 | Henri Pescarolo    | Surtees-Ford       | 77      | + 3 okrążenia   | 21          |         |
| 20  | 25 | Guy Edwards        | Hesketh-Ford       | 75      | + 5 okrążeń     | 23          |         |
| NU  | 26 | Jacques Laffite    | Ligier-Matra       | 43      | Ciśnienie oleju | 9           |         |
| NU  | 30 | Emerson Fittipaldi | Fittipaldi-Ford    | 41      | Wydech          | 17          |         |
| NU  | 34 | Hans Joachim Stuck | March-Ford         | 36      | Sterowność      | 8           |         |
| NU  | 20 | Arturo Merzario    | Wolf-Williams-Ford | 11      | Wypadek         | 24          |         |
| NZ  | 39 | Otto Stuppacher    | Tyrrell-Ford       |         |                 |             |         |